# Images
Images – album francuskiego twórcy muzyki elektronicznej Jeana-Michela Jarre’a wydany w 1991 roku. Zawiera trzy nowe utwory: „Moonmachine”, „Eldorado” i „Globe Trotter”. „Moon Machine” miało być częścią albumu Rendez-Vous, ale nie został ukończony na czas. „Eldorado” było kompozycją na „Concert de Eclipse” w Meksyku, który jednak się nie odbył.

## Lista utworów
Międzynarodowe wydanie (1991)
1. „Oxygene 4” – 3:09
2. „Equinoxe 5” – 3:21
3. „Magnetic Fields 2” – 3:57 (nowa wersja)
4. „Oxygene 2” – 3:11
5. „Computer Weekend” – 3:36
6. „Equinoxe 4” – 3:12 (nowa wersja)
7. „Ethnicolor 1” – 3:41
8. „London Kid” – 3:45
9. „Band In The Rain” – 1:26
10. „Orient Express” – 3:26 (nowa wersja)
11. „Calypso 1” – 2:59
12. „Calypso 3 (Fin De Siecle)” – 3:42
13. „Rendez-Vous 4” – 3:24
14. „Moon Machine” – 2:58 (niepublikowane wcześniej)
15. „Eldorado” – 3:39 (niepublikowane wcześniej)
16. „Globe Trotter” – 3:29 (niepublikowane wcześniej)
17. „Rendez-Vous 2” – 8:48 (nowa wersja)

Francuskie wydanie (1991)
1. „Oxygene 4” – 3:09
2. „Equinoxe 5” – 3:21
3. „Magnetic Fields 2” – 3:57 (nowa wersja)
4. „Oxygene 2” – 3:11
5. „Computer Weekend” – 3:36
6. „Equinoxe 4” – 3:12 (nowa wersja)
7. „Ethnicolor 1” – 3:41
8. „Zoolookologie” – 3:45 (edycja 1988)
9. „Band In The Rain” – 1:26
10. „Orient Express” – 3:26 (nowa wersja)
11. „Calypso 1” – 2:59
12. „Calypso 3 (Fin De Siecle)” – 3:42
13. „Rendez-Vous 4” – 3:24
14. „Moon Machine” – 2:58 (niepublikowane wcześniej)
15. „Eldorado” – 3:39 (niepublikowane wcześniej)
16. „Globetrotter” – 3:29 (niepublikowane wcześniej)
17. „Rendez-Vous 2” – 8:48 (nowa wersja)

Międzynarodowe zremasterowane wydanie (1997) + 2 utwory z albumu Zoolook: „Wooloomooloo” i „Blah Blah Cafe"
1. „Oxygene 4” – 3:09
2. „Equinoxe 5” – 3:21
3. „Magnetic Fields 2” – 3:57 (nowa wersja)
4. „Oxygene 2” – 3:11
5. „Computer Weekend” – 3:36
6. „Equinoxe 4” – 3:12 (nowa wersja)
7. „Ethnicolor” – 3:41
8. „Band In The Rain” – 1:26
9. „Orient Express” – 3:26 (nowa wersja)
10. „Calypso 1” – 2:59
11. „Calypso 3 (Fin De Siecle)” – 3:42
12. „Rendez Vous 4” – 3:24
13. „Moon Machine” – 2:58 (niepublikowane wcześniej)
14. „Eldorado” - 3:39 (niepublikowane wcześniej)
15. „Globe Trotter” – 3:29 (niepublikowane wcześniej)
16. „Wooloomooloo” – 3:18
17. „Blah Blah Cafe” – 3:26
18. „London Kid” – 3:47
19. „Zoolookologie” (edycja 1988)– 3:46
20. „Rendez Vous 2” – 8:48 (nowa wersja)